# Thành An, Hàm Đan
Thành An (chữ Hán giản thể: 成安县, âm Hán Việt: Thành An huyện) là một huyện thuộc địa cấp thị Hàm Đan, tỉnh Hà Bắc, Cộng hòa Nhân dân Trung Hoa. Huyện này có diện tích 485 ki-lô-mét vuông, dân số 360.000 người. Mã số bưu chính Thành An là 056700. Chính quyền huyện Thành An đóng ở trấn Thành An. Về mặt hành chính, huyện này được chia thành 4 trấn, 5 hương.
- Trấn: Thành An, Lý Gia Đinh, Thương Thành, Chương Hà Điếm.
- Hương: Trường Hạng, Bắc, Nghĩa, Tân Nghĩa, Bách Tự Doanh, Đạo Đông Bảo.